# Brissus
Genre
Brissus est un genre d'oursins irréguliers de la famille des Brissidae (ordre des Spatangoida).

## Caractéristiques

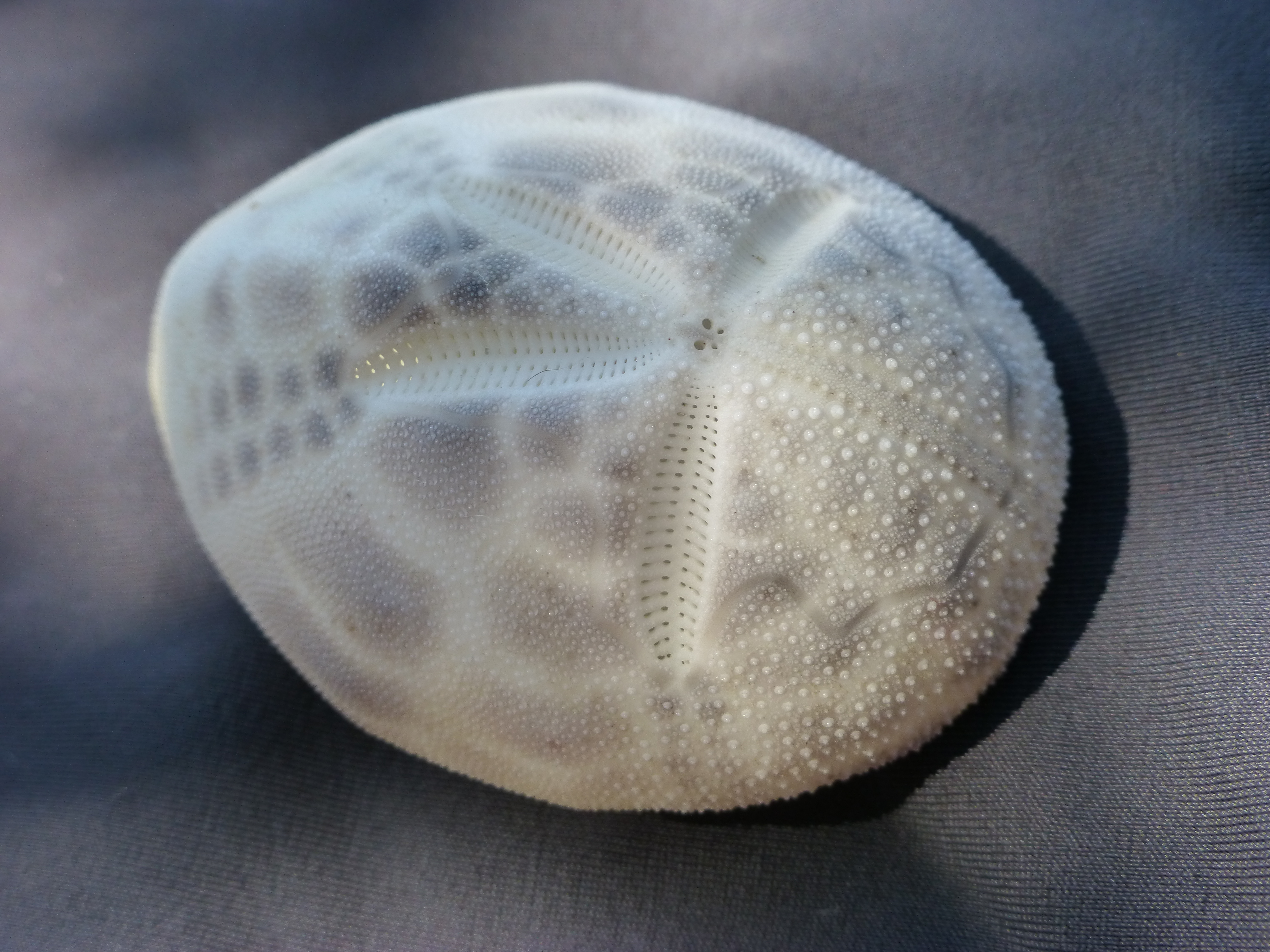
Test de Brissus unicolor, espèce méditerranéenne.

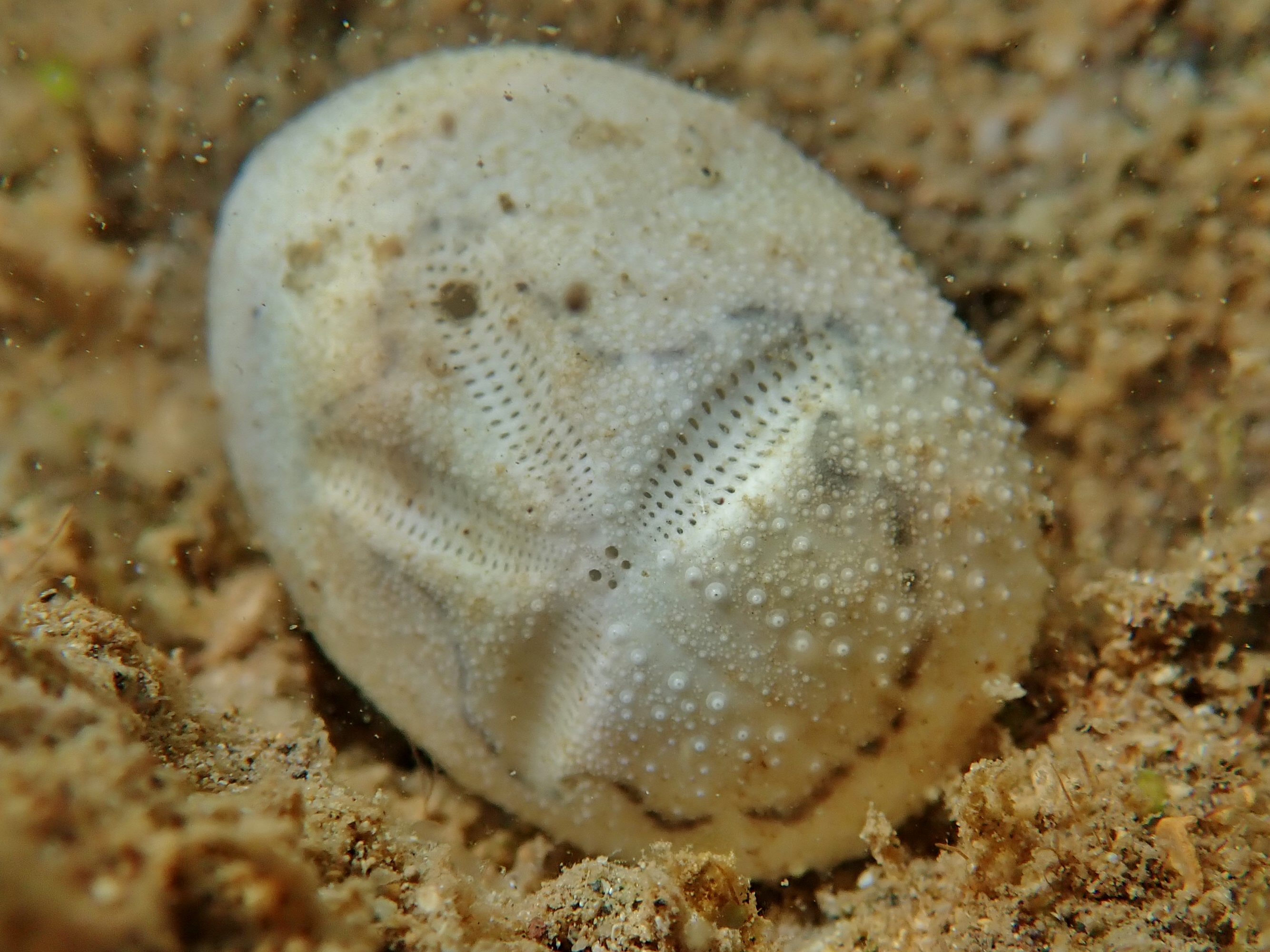
Sur ce test de Brissus latecarinatus, la décomposition a coloré le fasciole en noir, le rendant bien visible : les indentations sont caractéristiques.

Ce sont des oursins irréguliers dont la bouche et l'anus se sont déplacés de leurs pôles pour former un « avant » et un « arrière ». La bouche se situe donc dans le premier quart de la face orale, et l'anus se trouve à l'opposé, tourné vers l'arrière. La coquille (appelée « test ») s'est également allongée dans ce sens antéro-postérieur.
Le test est ovale et aplati dorsalement avec un profil ovale, sans sulcus antérieur. 
Le disque apical est ethmolytique, portant 4 gonopores, avec une plaque madréporitique très étirée postérieurement.
L'ambulacre antérieur est étroit et droit ; les paires de pores sont petites, simples et isopores. 
Les autres ambulacres sont pétaloïdes et enfoncés, la dernière paire formant un angle de près de 180°, et les postérieurs courbés vers l'extérieur. Les pétales sont droits, enfoncés et fermés distalement, avec très peu d'espace entre les deux rangées de pores. 
Le périprocte est large, situé sur une face arrière verticale et tronquée. 
Le péristome est plus large que long, en forme de haricot, et tourné obliquement vers l'avant. 
La plaque labrale est courte et large, et largement en contact avec les deux plaques sternales. 
Ces oursins n'ont pas de gros tubercules primaires différenciés, et les radioles sont plus grossières autour de la partie aborale antérieure. 
Le plastron est très large et distinctement courbé latéralement. 
Les zones ambulacraires postérieures de la face orale sont subparallèles et étroites. La plaque ambulacraire no 6 s'étend jusqu'à pénétrer le fasciole subanal. 
Le fasciole subanal est bien développé, bilobé et pourvu de 4 podia pénicillés de chaque côté. Le fasciole péripétaleux est bien développé également, indenté sur les 5 ambulacres.
Ce genre semble être apparu à l'Éocène et demeure répandu dans tous les principaux bassins océaniques, y compris la Méditerranée. On les trouve principalement à faible profondeur, dans le sable ou les graviers.

## Liste des espèces
Selon World Register of Marine Species (14 janvier 2025) :
- Brissus agassizii Döderlein, 1885 -- Japon (et peut-être Australie tempérée)
- Brissus gigas H.B. Fell, 1947 -- Nouvelle-Zélande
- Brissus latecarinatus (Leske, 1778) -- Indo-Pacifique
- Brissus meridionalis (Mortensen, 1950) -- Australie (très similaire à B. agassizi)
- Brissus obesus Verrill, 1867 -- Pacifique est (Amérique centrale)
- Brissus unicolor (Leske, 1778) -- Atlantique et Méditerranée

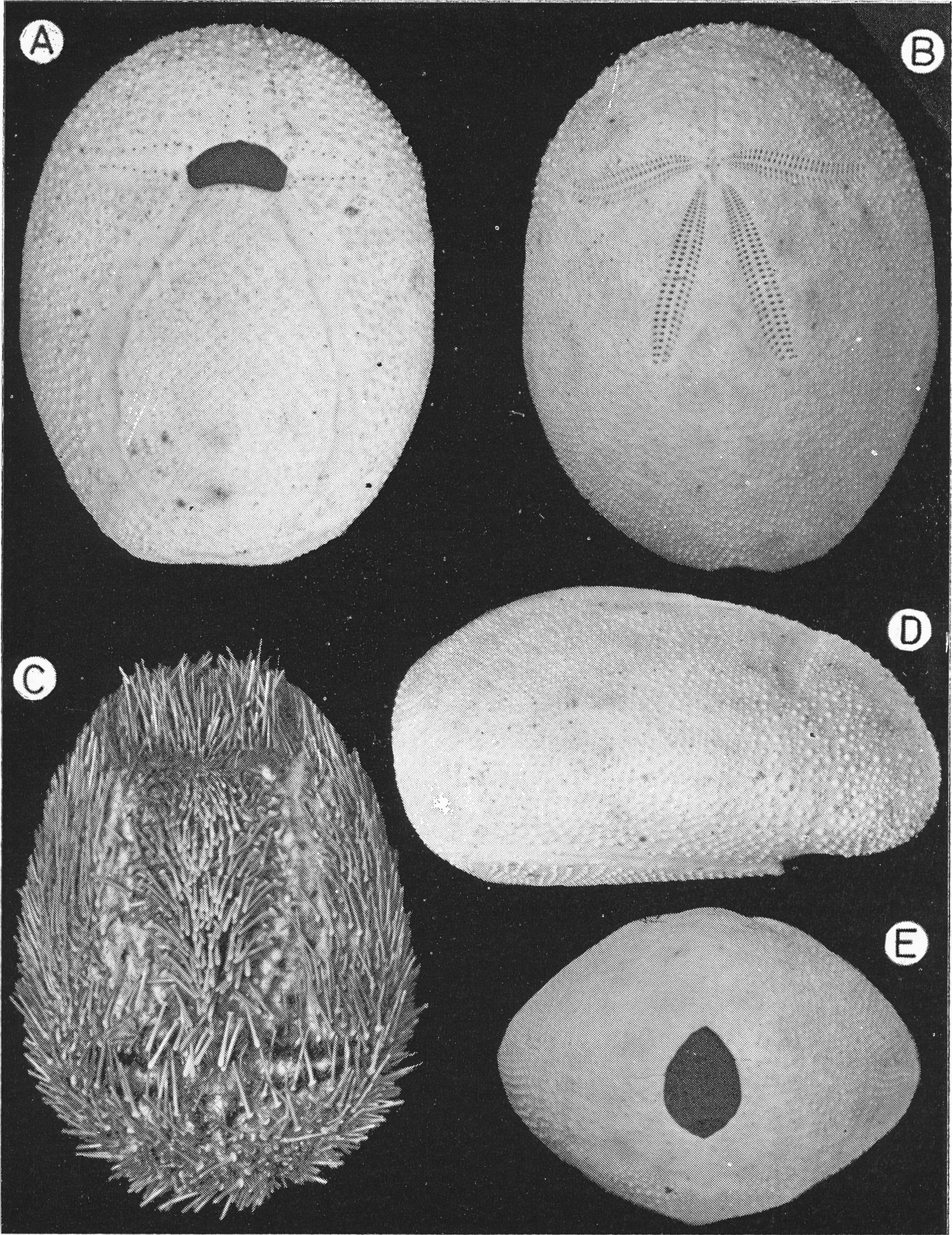
Brissus agassizii
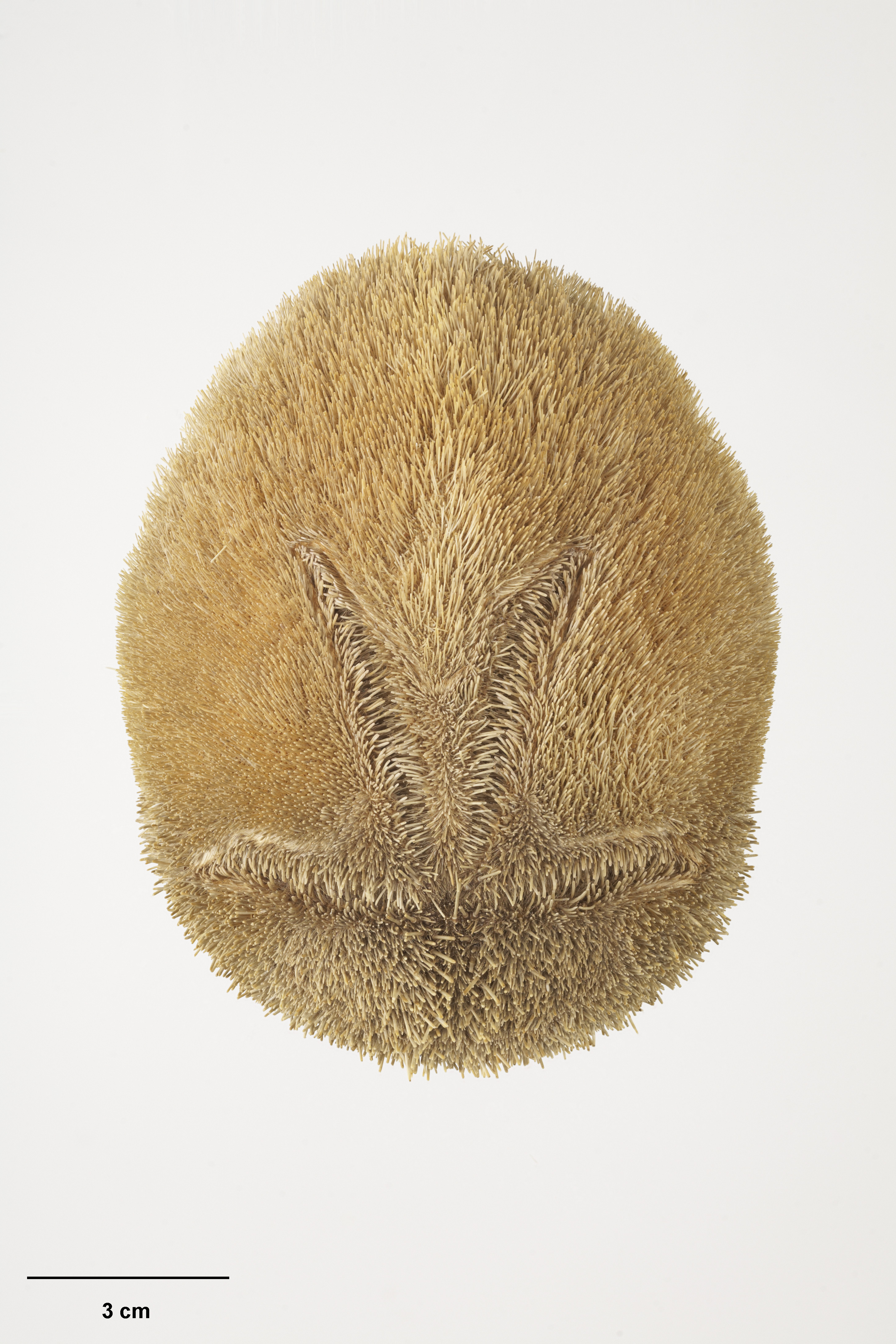
Brissus gigas
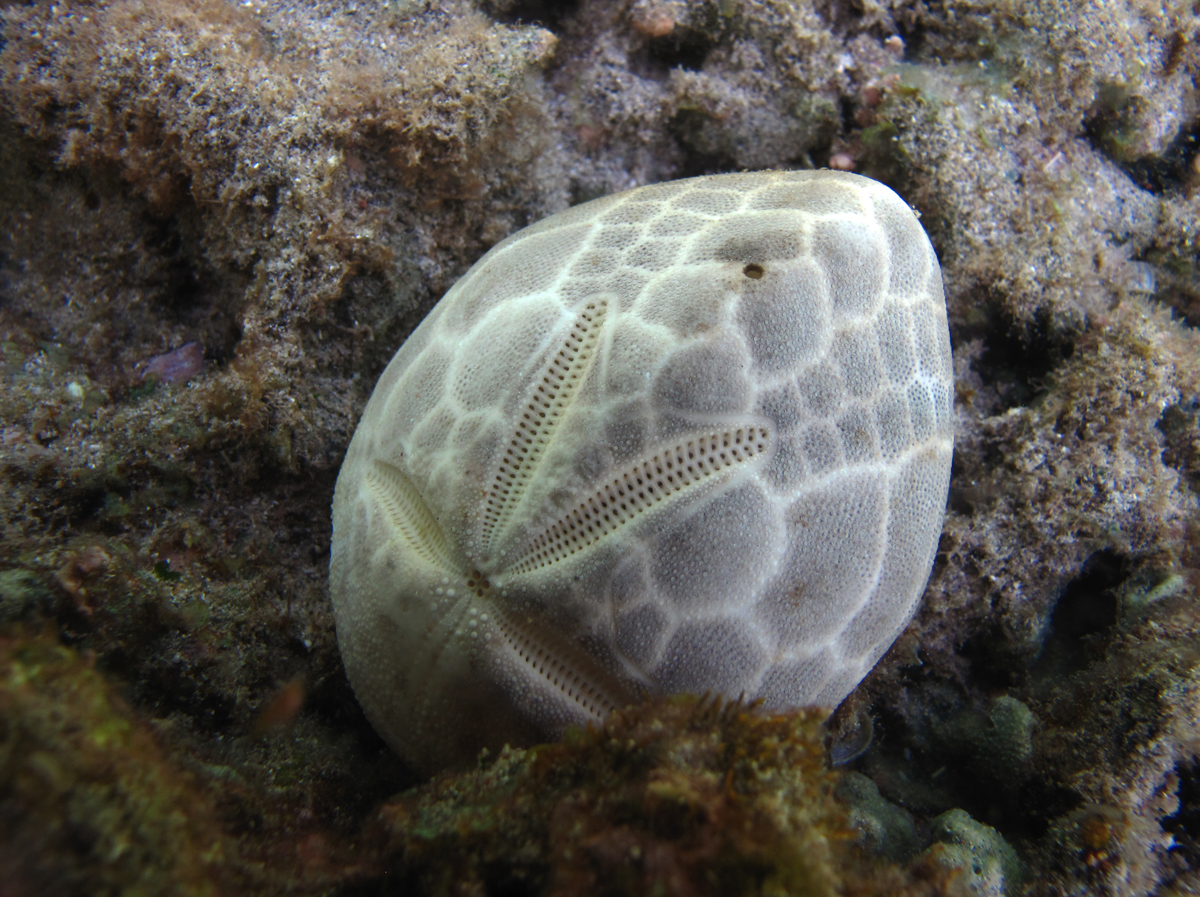
Brissus latecarinatus
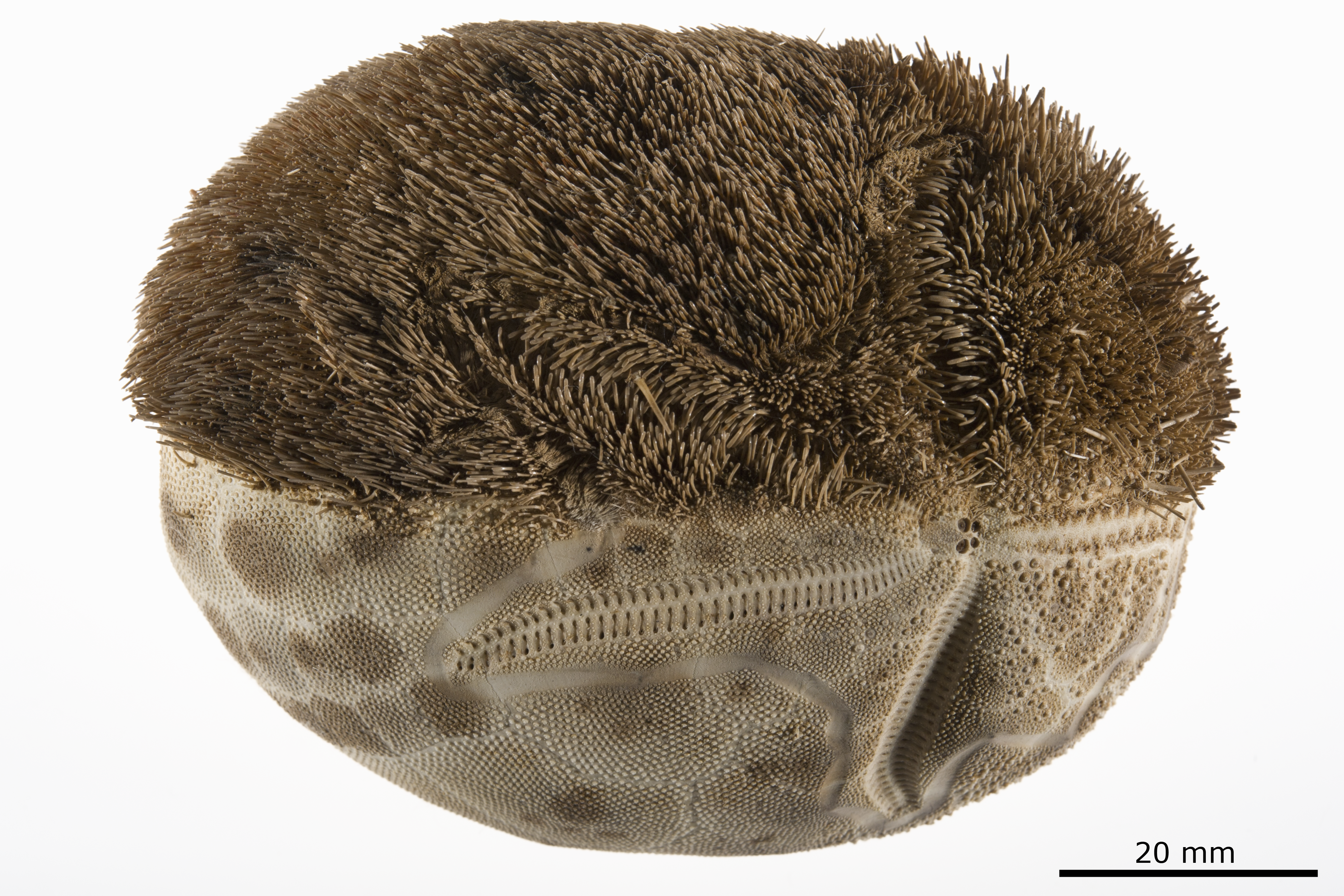
Brissus meridionalis
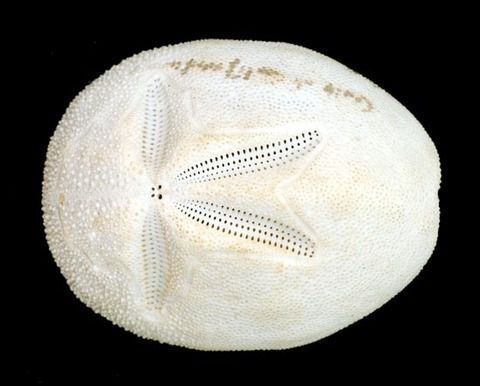
Brissus obesus
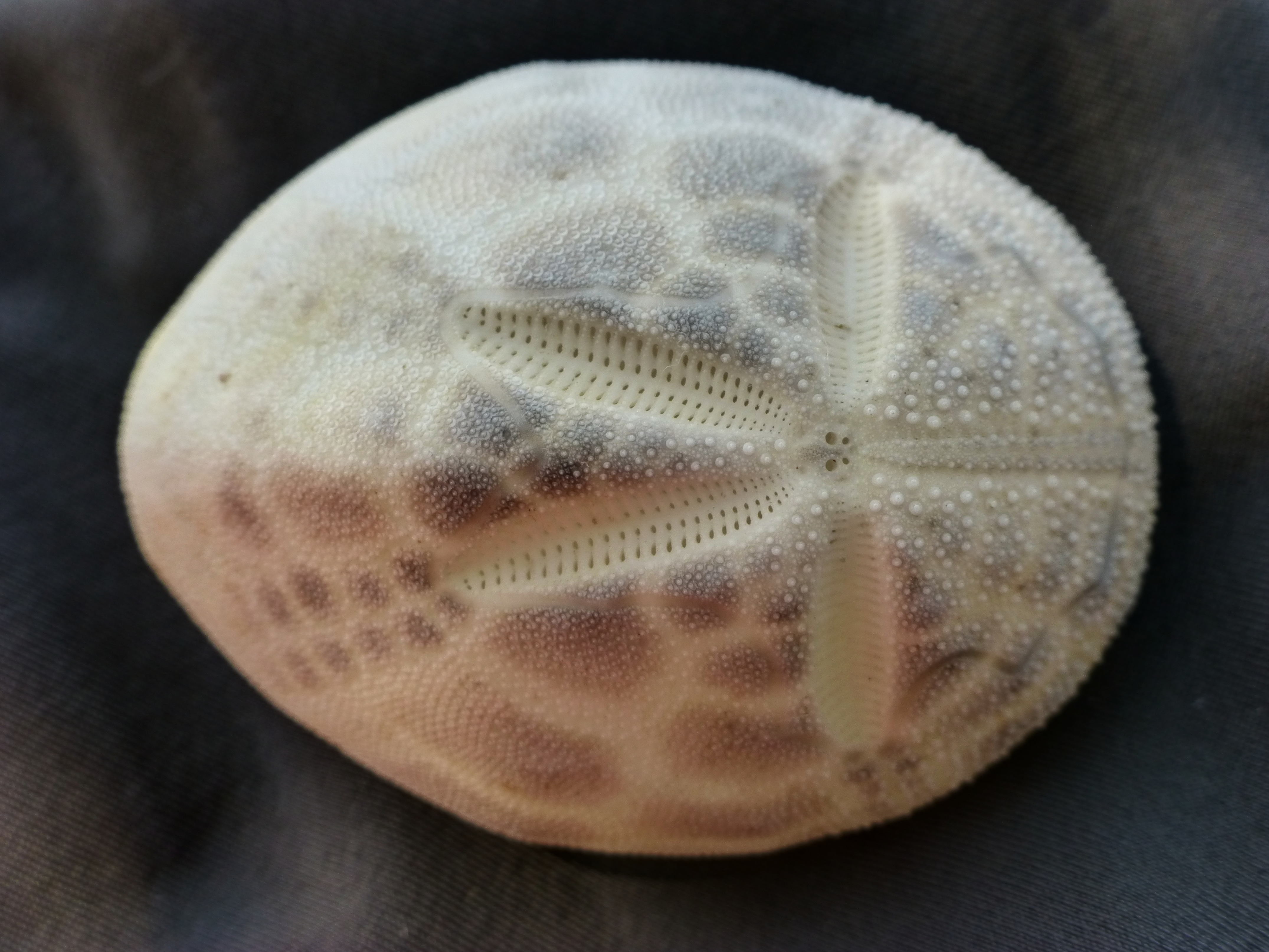
Brissus unicolor